# Market Street Commandos
Le Market Street Commandos est un club de motards qui, en 1947, avec le Boozefighters MC et les Pissed Off Bastards of Bloomington, a participé aux très médiatisées émeutes de Hollister (plus tard immortalisé par le film L'Équipée sauvage,). En 1954, le Market Street Commandos fusionna avec les Hells Angels pour devenir leur chapitre de San Francisco,.